# Repoussoir

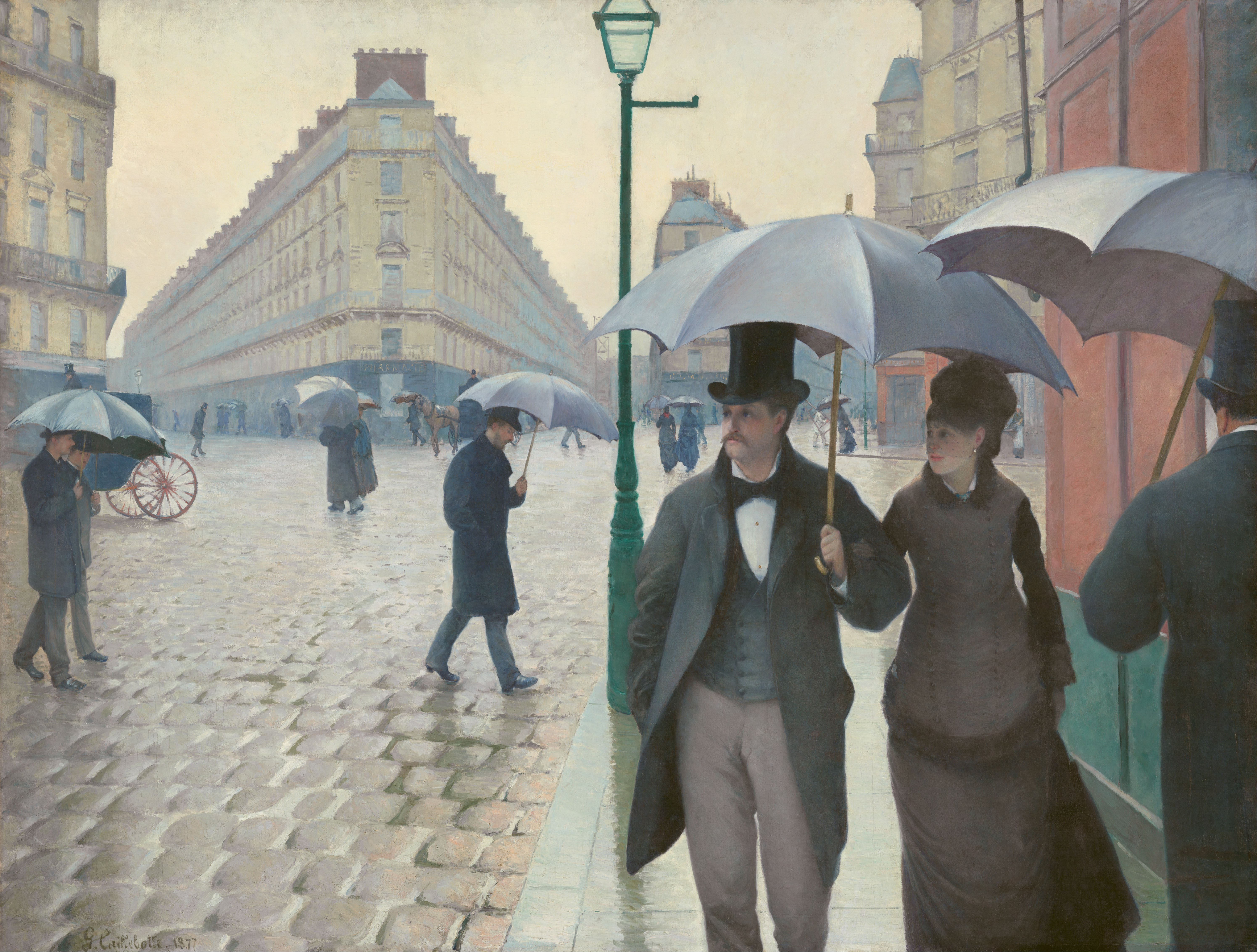
Rue de Paris, temps de pluie, Gustave Caillebotte. De donkere figuren rechts verhogen de indruk van diepte in dit schilderij, dat door het perspectief ook al veel dieptewerking heeft

Een repoussoir is een schildertechniek waarbij met opzet een voorwerp in de voorgrond van een schilderij wordt geplaatst, om de illusie van diepte te vergroten. Een repoussoir is ten opzichte van de rest van het schilderij donker van kleur, en bedekt een gedeelte van de voorstelling.
De donkere kleur van het repoussoir is nodig, omdat het tegenlicht suggereert, terwijl op de rest van de voorstelling wel "normaal" licht valt. Soms is het repoussoir zo zwart, dat het alleen een silhouet is. De lichtere achtergrond lijkt door het repoussoir te worden teruggedrongen.
Een repoussoir wordt ook wel in de fotografie toegepast, of in de tekenkunst.
Het woord repoussoir is afkomstig van repousser, Frans voor terugduwen.

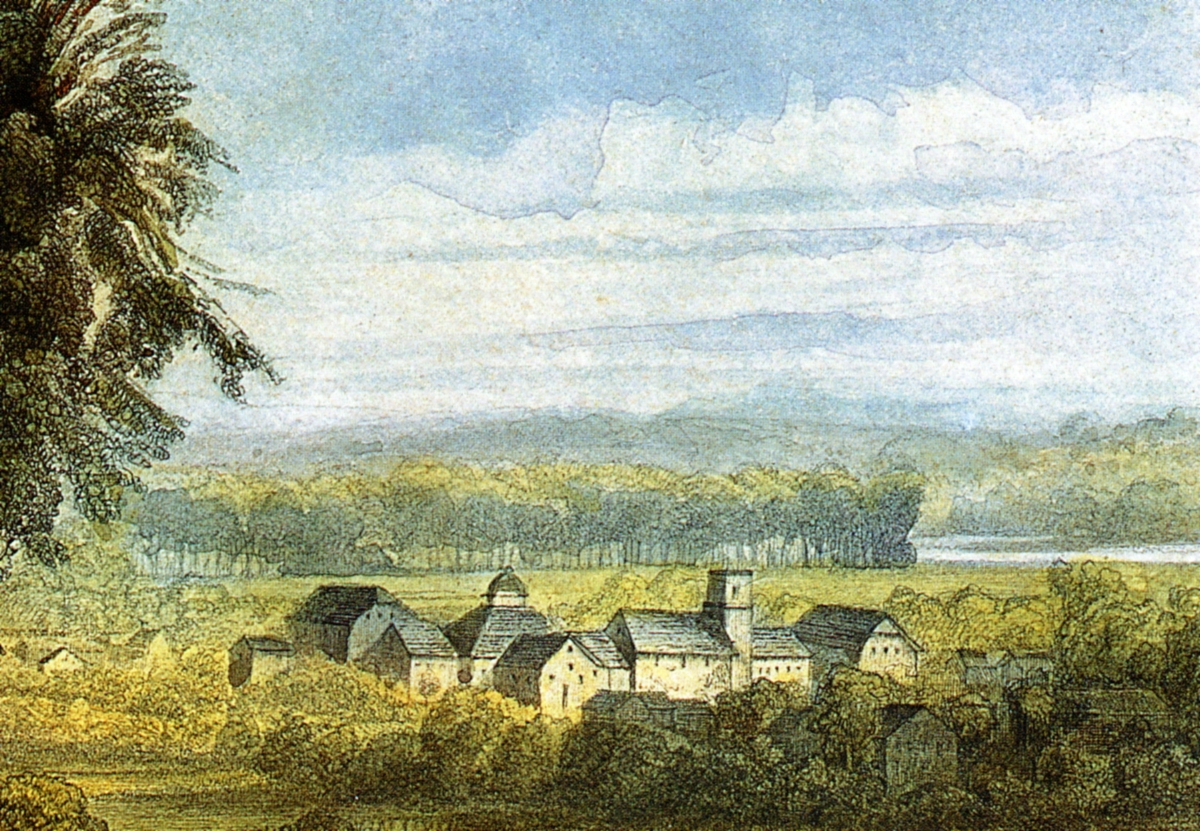
Karl Bodmer. De boom links drukt het landschap als het ware de diepte in